# Juan de la Cruz Benavente
Juan de la Cruz Benavente Caviedes, fue un político y abogado internacionalista boliviano. Fue ministro de Instrucción Pública y Relaciones Exteriores (1854-1857 y 1862-1863). Acreditado en 1863 como ministro plenipotenciario en el Perú, tuvo a su cargo las negociaciones para la firma del Tratado de Alianza Defensiva peruano-boliviano, documento que finalmente suscribió con el ministro de Relaciones Exteriores del Perú, José de la Riva Agüero y Looz Corswarem, el 6 de febrero de 1873.

## Biografía
Hijo de Sebastián de Benavente y Macoaga y María Florencia Caviedes, pertenecía por el lado paterno a una destacada familia establecida en el sur del Perú, siendo sobrino del arzobispo de Lima Jorge de Benavente y primo del presidente peruano José Rufino Echenique. Destacó como abogado, pero mostró más inclinación por la política. Su preocupación en temas internacionales, lo llevó a escalar sucesivos puestos en el servicio diplomático de su país. Como Encargado de Negocios, pasó a Buenos Aires, donde protestó contra el artículo 4° del Tratado firmado el 15 de julio de 1852 entre la Confederación Argentina y la República del Paraguay, que atribuía la soberanía de este último sobre ambas riberas del río Paraguay hasta el río Paraná, territorio sobre el que Bolivia aducía tener derechos.
En las postrimerías del gobierno de Manuel Isidoro Belzu, fue nombrado ministro de Instrucción Pública y Relaciones Exteriores, el 8 de noviembre de 1854. Luego pasó a encabezar una misión diplomática ante Chile, a raíz del problema suscitado en la frontera por la penetración chilena en el territorio boliviano de Atacama. Durante el gobierno de José María de Achá fue nuevamente nombrado ministro de Instrucción Pública y Relaciones Exteriores (1862-1863).
El 22 de agosto de 1863 fue acreditado como Enviado Especial y Ministro Plenipotenciario en Misión Permanente ante el Gobierno del Perú, restableciéndose de esa manera las relaciones diplomáticas entre el Perú y Bolivia, después de haber estado suspendidas varios años. Siguiendo las instrucciones de su gobierno, Benavente celebró con el canciller peruano Juan Antonio Ribeyro el Tratado de Paz y Amistad peruano-boliviano (5 de noviembre de 1863), por el que ambos países restablecían las relaciones de paz, amistad y armonía, dejando al olvido los agravios que se habían inferido mutuamente en años anteriores. Otro acuerdo importante fue el Tratado de Comercio y Aduana (5 de septiembre de 1864), que Benavente celebró con el canciller peruano Toribio Pacheco y por el que se establecía la libertad de comercio, entre otras disposiciones destinadas a optimizar las relaciones comerciales entre ambos países. Desahuciado años después este último tratado por el gobierno peruano, se firmó otro similar el 23 de julio de 1870, entre el mismo Benavente y el nuevo canciller peruano José Jorge Loayza.
Al producirse la amenaza española sobre las naciones sudamericanas de la costa del Pacífico, el presidente boliviano Mariano Melgarejo dio instrucciones a Benavente para que hiciera la gestiones necesarias para sumar Bolivia a la ya consolidada alianza chileno-peruana contra España, lo que se concretó en 1866, en el contexto de la guerra hispano-sudamericana.
Benavente se labró un gran prestigio durante sus años de servicio en Lima y tuvo el rango de Decano del Honorable Cuerpo Diplomático Residente en dicha ciudad. Era primo del general peruano José Rufino Echenique, expresidente del Perú, lo que le facilitó relacionarse con la alta sociedad limeña. Manuel de Mendiburu lo describió así en sus memorias: «Benavente era un hombre insinuante, cortés, con estudio, de penetración y malicia, que es común entre los hombres de Estado de Bolivia».
Tras derrocamiento del presidente Melgarejo en 1872, el nuevo presidente boliviano Agustín Morales lo ratificó en su cargo diplomático en el Perú. Recibió entonces instrucciones precisas del canciller Casimiro Corral, para arrancar del Perú la firma de un pacto defensivo, en momentos en que se agravaba el litigio boliviano-chileno por la situación de Atacama. Tras el fracaso de la expedición de Quintín Quevedo contra el gobierno de Agustín Morales, la misma que habría contado con el apoyo chileno, Benavente manifestó ante la autoridad peruana (según está registrado en el acta del Consejo de Ministros del Perú de 19 de noviembre de 1872), de que «las pretensiones del gobierno chileno cesarían desde que supiese que el Perú no dejaría sola a Bolivia en esta cuestión». Su gestión para la suscripción del Tratado  de Alianza Defensiva Perú-boliviano empezó en los últimos días de 1872, culminando con la firma de dicho documento el 6 de febrero de 1873. Este  tratado era de carácter  defensivo. Sólo tenía aplicación y cumplimiento si alguno de los dos países era atacado por un tercero. No era para atacar a algún país vecino. Si nadie atacaba al Perú o a Bolivia, no tenía aplicación. Sin embargo se trató de incluir en él a Argentina, país en el cual fue aprobado por la Cámara de Diputados; pero como Argentina y Perú temían provocar a Brasil e incitar un eje Chile-Brasil. Para subsanar ese escollo Perú, discretamente, aseguró al Brasil que el tratado no estaba dirigido contra él ni afectaba sus intereses y más aún, el presidente peruano Manuel Pardo pidió a Argentina y Bolivia introducir un nuevo artículo, complementario al tratado, asegurando que el tratado no estaba orientado contra Brasil sino solo contra Chile.
Asimismo, fue un error que se firmase con el carácter de secreto, ya que casi de inmediato el gobierno chileno tuvo conocimiento del mismo, aunque después dijera que recién lo había descubierto en 1879.
Juan de la Cruz Benavente fue pues, el verdadero artífice de la alianza peruano-boliviana de 1873, que se activaría en 1879 por la agresión de Chile hacia Bolivia, desencadenando así la Guerra del Pacífico.